# Can Batlle (Palau de Santa Eulàlia)
Can Batlle és una obra de Palau de Santa Eulàlia (Alt Empordà) inclosa a l'Inventari del Patrimoni Arquitectònic de Catalunya.

## Descripció
Gran casal situat a migdia i molt a prop de l'antic palau de l'Ardiaca, que ha sofert nombroses reformes i afegitons al larg dels segles. Aquestes reformes fan fins i tot difícil saber a on acaba el casal i a on comencen altres construccions veïnes. Can Batlle, és un gran casal amb paredat de pedra sense escairar, amb les obertures carreuades, de planta baixa i dos piosos, i amb la coberta a dues vessants. L'accés a l'edifici el trobem en una porta en arc de mig punt amb la volta de maó, amb una galeria en arcs de mig punt als costats i rebaixat al centre. Aquesta galeria continua a la construcció del costat, situat a sobre la volta que cobreix el carrer.